# Bear Lake Shoshoni
Bear Lake Shoshoni, jedna od četiri skupine Sjeverozapadnih Šošona što su nekada živjeli u krajevima od McCammona do Bear Lake, ili Logan Rivera u Utahu. Oni su bili poznati i kao Pangwiduka ili Pengwideka (“Fisheaters”). Poglavica im je bio Werasuape (“Bear Spirit”)

## Vanjske poveznice
- Idaho Indian Tribes